# Xã Barber, Quận Logan, Arkansas
Xã Barber (tiếng Anh: Barber Township) là một xã thuộc quận Logan, tiểu bang Arkansas, Hoa Kỳ. Năm 2010, dân số của xã này là 380 người.